# Charlemagne Ouédraogo
Charlemagne Ouédraogo né à Ouagadougou est un professeur titulaire de Gynécologie Obstétrique, ancien ministre de la Santé dans le 2e gouvernement de Roch Marc Christian Kaboré, ancien président du Burkina Faso.

## Biographie

### Enfance & Études
Charlemagne Marie Rayang-Newendé Ouédraogo, grandit à Ouagadougou. Il fait l’école primaire jusqu’au baccalauréat au Burkina Faso, dans son pays. À l’université de Ouagadougou, il opte pour la gynécologie. Docteur en médecine, il poursuit une spécialisation approfondie en Gynécologie Obstétrique à l’Université François Rabelais de Tours en France. Professeur, il occupe la présidence du conseil national de l’ordre des médecins du Burkina jusqu’à sa nomination au poste ministériel chargé de la santé. Il remplaçait Claudine Lougué. Il est membre de plusieurs organisations de la santé.

### Carrière
Charlemagne Ouédraogo est un gynécologue reconnu au Burkina Faso. Ancien chef de service de gynécologie obstétrique et médecine de la reproduction au CHU de Bogodogo, il y est retourné après le coup d’Etat du 22 janvier 2022 de Paul Henri Sandaogo Damiba. Pr Charlemagne est également enseignant-chercheur. Il est surnommé le médecin des femmes.